# China Southwest Airlines

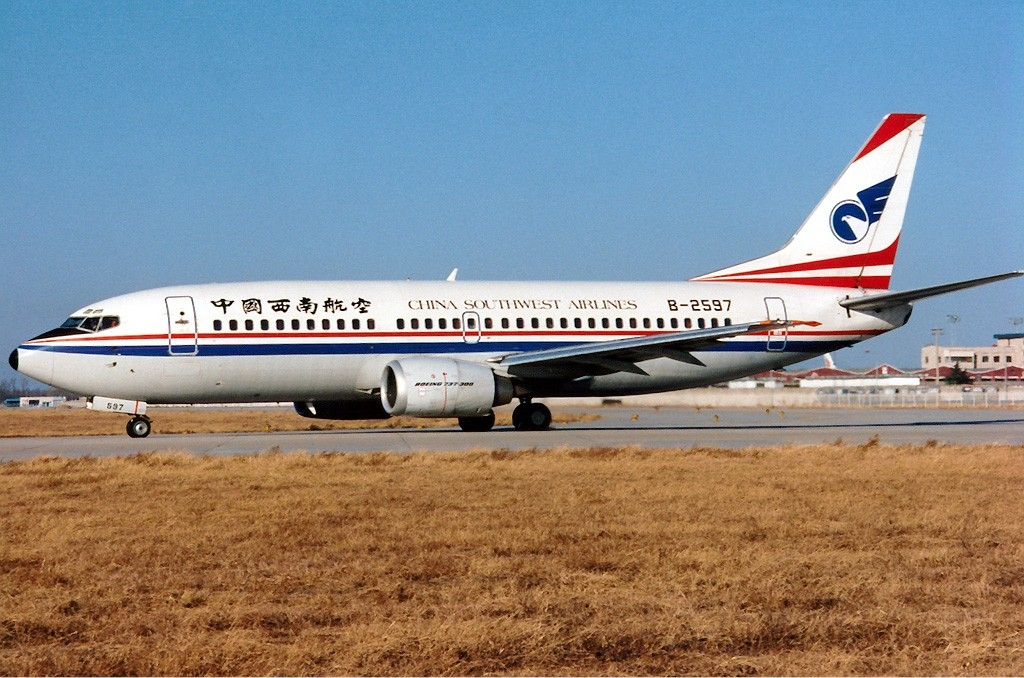
Boeing 737 de China Southwest Airlines

China Southwest Airlines (CSWA, chinois simplifié : 中国西南航空公司 ; chinois traditionnel : 中國西南航空公司 ; pinyin : Zhōngguó Xīnán Hángkōng Gōngsī) est une ancienne compagnie aérienne qui avait son siège sur l'aéroport de Shuangliu, dans le xian de Shuangliu, à Chengdu, dans le Sichuan, en République populaire de Chine. Elle fusionne avec Air China en 2002.